# الإخوة الخمسة
الإخوة الخمسة (بالإنجليزية: Da 5 Bloods)‏ هو فيلم حرب دراما أمريكي من إنتاج سنة 2020،الفيلم من إخراج سبايك لي الذي ساهم أيضاً في كتابة وانتاج الفيلم.الفيلم من بطولة ديلروي ليندو،جوناثان ميجورز،كلارك بيترز،ميلاني ثييري،باول والتر هوزر،جاسبير باكونين،جان رينو وتشادويك بوسمان.
الفيلم يدور حول أربعة جنود أمريكان مخضرمين من أصل أفريقي من أجل البقاء ضد قوى الإنسان والطبيعة، وعندما يعودون إلى فيتنام، يحاول الرباعي البحث عن فريقهم المتقهقر وقائدهم، والذهب الذي أخفوه معًا.
تم عرض الفيلم على نتفليكس في 12 يونيو 2020.

## الممثلين
- ديلروي ليندو بدور بول
- جوناثان ميجورز بدور ديفيد
- تشادويك بوسمان بدور ستورمين
- فيرونيكا نْجُو بدور هانوي هانا